# Любомира Башева
Любомира Любомирова Башева е българска актриса. Известна е с участието си на филми и сериали, измежду които са Жанета в „Лошо момиче“, Лизи в „Ягодова луна“, доктор Нора Чилингирова в „Откраднат живот“ и Ева Вълчева в „Мен не ме мислете“.

## Биография
Родена е на 28 ноември 1996 г. в град София. Тя е дъщеря на Камелия Игнатова (едно от златните момичета на България) и Любомир Башев, на когото е кръстена. Има две пo-големи сестри – Мила и Елена, и един брат – Димитър. Също така е племенничка на Лилия Игнатова, която е състезателка по художествена гимнастика.
През 2019 г. завършва НАТФИЗ „Кръстьо Сарафов“ със специалност „Актьорско майсторство за драматичен театър“ при д-р Атанас Атанасов.

### Актьорска кариера

#### Кариера в театъра
Като студентка играе в пиесите „Хора с куфари“, „Ние, духовата музика!“ и „Papas in Motion!“ в Театър „НАТФИЗ“.
Башева играе в Драматичния театър „Рачо Стоянов“ в град Габрово, където играе в постановките „Свекърва“, „Моби Дик“, „Белградска трилогия“, „Сводът“ и „Чучулигата“.
През юли 2023 г. играе в постановката „Отблизо“ на Патрик Марбър с режисурата на Антон Угринов, където си партнира с Луиза Григорова, Башар Рахал и Александър Сано.

#### Кариера в киното и телевизията
През 2014 г. прави дебюта си в ролята на тийнейджърката-проститутка Мона в четвъртия сезон на сериала „Под прикритие“, излъчван по БНТ.
През 2019 г. играе главната роля (стриптийзьорката Жанета) във филма „Лошо момиче“ на режисьора Мариан Вълев.
В същата година играе в българските сериали с ролите си на Нора Чилингирова в „Откраднат живот“ и „Ягодова луна“, в ролята на танцьорката Лизи.
Играе в българския игрален филм „Ятаган“ (с ролята си на Мила) на режисьора Андрей Андонов.
През 2022 г. играе Ева Вълчева в сериала „Мен не ме мислете“, излъчван по bTV.

## Участия в театъра
Театър „НАТФИЗ“
1. 2019 – „Хора с куфари“ – постановка Мартин Каров[17][18][19]
2. 2019 – „Ние, духовата музика!“ – постановка Петринел Гочев[20][21]
3. 2019 – „PAPAS IN MOTION“ – постановка Атанас Атанасов[22][23]

Драматичен театър „Рачо Стоянов“ – град Габрово
1. 2021 – Госпожа Керекова в „Свекърва“ от Антон Страшимиров – режисьор Петринел Гочев
2. 2021 – „Моби Дик“ от Херман Мелвил – режисьор Петринел Гочев
3. 2022 – юнгата Айман в „Белградска трилогия“ от Биляна Сръблянович – режисьор Ана Батева[24]
4. 2022 – „Сводът“ от Анна Петрова – режисьор Петринел Гочев
5. 2022 – „Чучулигата“ – режисьор Петринел Гочев[25]
6. 2022 – „Войната на Микеланджело“ от Анна Петрова – режисьор Петринел Гочев

Театро
- 2023 – „Отблизо“ от Патрик Марбър – режисьор Антон Угринов[8]

## Филмография
- „Под прикритие“ (2014) – Мона, тийнейджърка-проститутка
- „Лошо момиче“ (2019) – Жанета
- „Откраднат живот“ (2019 – 2021) – д-р Нора Чилингирова[26]
- „Ягодова луна“ (2020) – Лизи, приятелка на Рая[27]
- „Ятаган“ (2020) – Мила
- „Мен не ме мислете“ (2022) – Ева Вълчева[28]

## Други дейности
На 17 юни 2022 г. участва в събитието „Балкански приказки“ от SoFest в литературния проект „Пощенска кутия за приказки“, където си партнира с колегите си от „Откраднат живот“ – Гергана Стоянова и Филип Буков.

## Личен живот
От 2021 г. Башева има връзка с актьора Стелиан Радев.